# Да (река)
Да (вьет. Sông Đà), Лисяньцзя́н (кит. 李仙江) или Чёрная — река в Китае и Вьетнаме, один из основных притоков Хонгхи. Длина — около 800 км. Площадь бассейна — 51285 км².
Начинается от слияния Амоцзяна и Чусуньчуаньхэ (Бабяньцзян), течёт преимущественно в глубокой долине с северо-запада на юго-восток. Муссонный режим с летне-осенним половодьем. В низовьях — рисоводство.
На реке Да стоят вьетнамские города Ванйен, Хоабинь, Кишон, Тханьтхюи.
Притоки на территории Вьетнама (по ходу течения): По, На, Мок, Му, Пан, Шап.
На реке расположено несколько действующих гидроэлектростанций (как в Китае, так и во Вьетнаме), в том числе и крупнейшая гидроэлектростанция в Юго-Восточной Азии — вьетнамская ГЭС «Шонла». Полностью каскад гидроузлов на реке Да на вьетнамской территории будет состоять из ГЭС Лайчау (1200 МВт), ГЭС Шонла (2400 МВт), ГЭС Хоабинь (1920 МВт), ГЭС Банчак (220 МВт) и ГЭС Гуойкуанг (520 МВт), часть из которых уже введена в эксплуатацию.